# وادزورث هاريس
وادزورث هاريس (بالإنجليزية: Wadsworth Harris)‏ هو ممثل أمريكي، ولد في 9 أكتوبر 1864 ببوسطن في الولايات المتحدة، وتوفي في 1 نوفمبر 1942 بلوس أنجلوس في الولايات المتحدة بسبب ذات الرئة.

## وصلات خارجية
- وادزورث هاريس على موقع IMDb (الإنجليزية)
- وادزورث هاريس على موقع قاعدة بيانات برودواي على الإنترنت (الإنجليزية)
- وادزورث هاريس على موقع قاعدة بيانات برودواي على الإنترنت (الإنجليزية)
- وادزورث هاريس على موقع قاعدة بيانات الفيلم (الإنجليزية)